# Head First (Goldfrapp)
Head First è il quinto album di studio del gruppo musicale inglese dei Goldfrapp.

## Il disco
Head First segna un'altra meta nel percorso musicale svolto da Alison Goldfrapp e Will Gregory, che questa volta si sono orientati su uno stile electro-pop liberamente ispirato alla musica degli anni '80.
In una precedente intervista, concessa per l'occasione dell'uscita del precedente album Seventh Tree, i due avevano giustificato il loro continuo cambio di genere come una "necessità di tracciare ogni volta sentieri diversi e contraddittori con i precedenti".
Poche settimane prima dell'uscita, è stato pubblicato Rocket, il primo singolo, seguito a giugno dal secondo estratto Alive e a settembre da Believer.
Il disco raggiunge in Italia la posizione numero 27.

## Tracce
1. Rocket - 3:51
2. Believer - 3:43
3. Alive - 3:28
4. Dreaming - 5:07
5. Head First - 4:30
6. Hunt - 4:34
7. Shiny and Warm - 3:58
8. I Wanna Life - 4:13
9. Voicething - 4:44

## Formazione
- Alison Goldfrapp - voce
- Will Gregory - tastiere, strumenti vari